# Juuru kommun
Juuru kommun (estniska: Juuru vald) var en kommun i Estland 1991–2017.  Den låg i landskapet Raplamaa, 40 km söder om Tallinn. Arean var 152 kvadratkilometer.
Cenralort var småköpingen (estniska: alevik) Juuru. Därutöver låg byarna Atla, Helda, Hõreda, Härgla, Jaluse, Järlepa, Kalda, Lõiuse, Mahtra, Maidla, Orguse, Pirgu, Sadala och Vankse i kommunen.
Årsmedeltemperaturen i trakten är 2 °C. Den varmaste månaden är juli, då medeltemperaturen är 17 °C, och den kallaste är februari, med −11 °C.